# Consigny
Consigny é uma comuna francesa na região administrativa de Grande Leste, no departamento de Haute-Marne. Estende-se por uma área de 10,95 km². Em 2010 a comuna tinha 71 habitantes (densidade: 6,5 hab./km²).